# Пневматичне кріплення
Крі́плення пневмати́чне (рос. крепь пневматическая, англ. pneumatic support; нім. Druckluftausbau m, aufblasbarer Ausbau m) — пневмобалонне гірниче кріплення, силові елементи якого виконані з м'яких, наповнених стисненим повітрям (від шахтної мережі) оболонок з гумокорду або рукавних капронових тканин. Сучасні різновиди К.п. — пневмокліті. Довжина пневмокліті 1300–1400 мм, шир. 700–740 мм, вис. 200–400 мм, маса 59-90 кг; при тиску повітря 0,5 МПа К.п. за-безпечуює початковий розпір 120–275 КН. Пневмокліті (пневмокостри) сприяють більш рівномірному навантаженню привибійного і спеціального кріплення, а в ре-зультаті — зменшенню зміщень порід в робочому просторі очисних вибоїв. Застосування К.п. приводить до збільшення видобутку вугілля в середньому на 7-10%, темпів посування очисного вибою на 10-12%, зниження дільничної собівартості 1 т вугілля на 11-12% і зменшення витрат лісоматеріалів на 9-11%.